# Stefan Milenković
Stefan Milenković, srbski violinist, * 1977, Beograd. 
Že pri treh letih je pokazal izjemno glasbeno nadarjenost. Violino ga je do sedemnajstega leta učil oče. Pet let star je prvič nastopil z orkestrom, pri sedmih letih je zmagal na Mednarodnem tekmovanju Jaroslav Kocian. Leto za tem je prvič nastopil v Beogradu in posnel svojo prvo LP ploščo. To mu je odprlo vrata na svetovne glasbene odre. Devet let star je odšel v Italijo na svojo prvo koncertno turnejo. Nastopal je v Rusiji, Nemčiji, Belgiji, na Nizozemskem, Finskem, v Švici, Izraelu, V. Britaniji, Španiji, Turčiji, na Hrvaškem, Poljskem, v  Bolgariji, Šri Lanki, Mehiki, na Kitajskem in v Avstraliji.
Kot solist je igral z berlinskim filharmoničnim orkestrom, helsinško filharmonijo, orkestrom francoskega radia, belgijskim nacionalnim orkestrom, beograjsko filharmonijo, orkestrom gledališča Bolšoj, mehiškim državnim simfoničnim orkestrom, simfoničnim orkestrom Sao Paolo v Braziliji, z orkestroma iz Queenslanda in Melbourna v Avstraliji in s komornim orkestrom Orpheus. Deset let star je igral za predsednika Reagana na božičnem koncertu v Washingtonu, pri enajstih Mihailu Gorbačovu, ko je ta obiskal Beograd, pri štirinajstih pa je v Vatikanu igral papežu Janezu Pavlu II.
V letih 1993 in 1994 se je Milenkovič udeležil najbolj znanih violinskih tekmovanj. Osvojil je prvo nagrado na Tekmovanju Rodolfa Lipizerja v Gorici in na Tekmovanju Ludviga Spohra v Nemčiji, srebrno medaljo na mednarodnem violinskem tekmovanju v Indianapolisu, drugo nagrado na Paganinijevem tekmovanju v Italiji in Tekmovanju Tiborja Varge v Švici, bronasto medaljo Kraljice Elizabete in tretjo nagrado na Tekmovanju Yehudija Menuhina. Po zmagi na mednarodni avdiciji Mladih koncertantov leta 1997 je odšel na glasbeno akademijo Juilliard v New York, kjer je dve leti študiral pri prof. Dorothy De Lay. Čudežni otrok se je razvil v enega najbolj privlačnih violiniskih virtuozov svoje generacije. Kritika s presežniki ocenjuje njegove nastope. Deluje kot asistent Yitzaka Perlmana na glasbeni šoli Julliard. Njegovi posnetki Bachovih sonat in partit in celotnega Paganinijevega opusa so izšli pri založbi Dynamic. 
Med številne posnetke, izdane v zgodnjih letih njegove kariere sodi tudi izvedba koncertov Mendelssohna in Kabalevskega s Simfoniki RTV Slovenija pod vodstvom Antona Nanuta, ki je leta 1988 izšla pri založbi Metropolitan. Stefan Milenkovič je tudi član nedavno ustanovljenega tria »Korintski trio«, skupaj s pianistom Adamom Neimanom in čelistko Ani Aznavoorian.
Violinist je pogost gost na slovenskih odrih. Večkrat je nastopal skupaj z Markom Hatlakom in drugimi virtuozi. Serija koncertov je bila posvečena tangu in Astorju Piazzolli. 
Milenković igra na Stradivarijevo violino iz leta 1702, imenovano Lyall.